# Harar Jugol
Harar Jugol ou ville historique fortifiée de Harar a été inscrit en 2006 comme site du patrimoine mondial de l'UNESCO. Elle est considérée comme « la quatrième ville sainte de l'islam », avec 82 mosquées, dont trois datent du Xe siècle, et 102 sanctuaires. Cependant, la partie la plus extraordinaire du patrimoine de la ville est l'intérieur des maisons de la ville. L'impact des cultures africaines et islamiques sur le développement de l'architecture des bâtiments et de l'urbanisme de la ville l'a rendue unique.
Elle est située dans la partie orientale de l'Éthiopie, entouré de déserts et de savanes. Les murs qui entourent cette ville sacrée ont été construits entre le XIIIe et le XVIe siècle.

## Historique
La ville historique fortifiée de Harar est située dans la partie orientale de l'Éthiopie, à 525 km d’Addis-Abeba, la capitale, sur un plateau entaillé de gorges profondes et entouré par le désert et la savane. Les murs de protection ceignant cette ville sacrée, considérée comme la « quatrième ville sainte » de l’Islam, ont été construits entre le XIIIe et le XVIe siècle. Il y avait cinq portes historiques, qui correspondaient aux grandes routes menant à la ville et qui divisaient également celle-ci en cinq quartiers. Cette division n’a toutefois plus de fonction pratique de nos jours. La Porte de Harar, à partir de laquelle cinq rues mènent vers le centre, est de construction récente.
Harar Jugol compte 82 mosquées, dont trois datent du Xe siècle, 102 sanctuaires et bon nombre de demeures traditionnelles, indiennes ou mixtes, avec des décors intérieures uniques qui sont un des joyaux du patrimoine culturel de Harar. Les traditions africaines et musulmanes ont longtemps marqué le développement de la ville, avec son urbanisme typique, lui donnant un caractère particulier et exceptionnel. L’actuel tracé de la ville suit le  modèle urbanistique islamique du XVIe siècle, avec son noyau central occupé par les édifices commerciaux et religieux, et un labyrinthe de ruelles bordées de façades imposantes. La maison traditionnelle de Harar a une forme architecturale typique, spécifique et originale, différente par sa structure des demeures que l’on rencontre d’ordinaire dans les pays musulmans, même si elle rappelle l’architecture de la Côte arabe. La conception intérieure en est exceptionnelle. A la fin du XVIe siècle, des commerçants indiens se sont fait construire des maisons nouvelles, dotées de vérandas de bois, qui ont donné naissance à un paysage urbain nouveau et ont suscité l’apparition de maisons mixtes indiennes et harari. Leurs qualités architecturales et ornementales font désormais partie du patrimoine culturel de Harar.
Harar a été capitale d’un royaume de 1520 à 1568, est devenue un émirat indépendant au XVIIe siècle, avant d’être intégrée à l'Éthiopie en 1887. De la fin du XVIe siècle jusqu’au XIXe siècle, Harar a été un nœud commercial important entre la côte et les terres de l’intérieur. C’était aussi un centre d’études islamiques.
Aujourd’hui, Harar est la capitale administrative de l’Etat régional national du peuple harari (HPNRS). La ville historique abrite une communauté organisée de manière traditionnelle, formant un ensemble socio-environnemental complexe où chaque élément a un sens symbolique et pratique. Ce qui distingue les Harari, c’est qu’ils ont maintenu leurs traditions culturelles et la qualité de leur artisanat, notamment dans des domaines comme le tissage, la vannerie et la reliure. L’organisation des communautés sur la base de systèmes traditionnels leur a permis de préserver leur héritage social et matériel, et notamment la langue harari.

## Sources
- (pt) Cet article est partiellement ou en totalité issu de l’article de Wikipédia en portugais intitulé « Cidade Histórica Fortificada de Harar Jugol » (voir la liste des auteurs).

 Cet article intègre du contenu sous licence libre.  Licence sous CC BY-SA IGO 3.0 déclaration de la licence. Texte tiré de Harar Jugol, la ville historique fortifiée,   UNESCO.  